# 東大を優勝させよう会
東大を優勝させよう会（とうだいをゆうしょうさせようかい、略称・東優会）は、東京大学運動会硬式野球部を応援する東大硬式野球部公認の唯一のファンクラブ　。

## 概要
1973年（昭和48年）10月20日、東京六大学野球リーグ公式戦に東大が対立教1回戦で勝利し見ず知らずの菅野弘夫・ナツ子夫妻、谷田昌夫、木村拓延の4人の東大野球部ファンが祝杯を上げたのがきっかけ。その後、1974年（昭和49年）2月23日、菅野など13名の有志が設立総会を開き規約などを決めて発足した。
名称は会報「淡青ファン」1号に創立メンバーの谷田昌夫が書いているように、東大の優勝が悲願ではあるが、「東大を優勝させる会」では、おこがましい。会の意気込みと多少のユーモアとゆとりを持って「東大を優勝させよう会」にした。
東大関係者のみならず、東京六大学野球リーグ戦における東大野球部の優勝を希求し、応援する個人、法人は、誰でも、いつでも会員になることが出来る。
松島みどり元法務大臣も、東大生時代、在籍していた。
なお、一部に「東大を優勝させよう会」は、2017年8月10日をもって活動停止、閉会との情報が流れて居るが、これは、全くの捏造、誤報であり2019年6月9日現在、活動中。今後も、活動停止、閉会の予定は全く無い。

## 歴代会長
- 初代　杉正作（1975～1982）
- 2代目　菅野弘夫（1983～1988）元東宮大夫　東大野球部OB会「一誠会」名誉会員
- 3代目　田中富也（1989～2005）
- 4代目　冷泉公裕（2006～2015）俳優・歌手
- 5代目　児玉良雄（2016～現在）[3]

2019年4月現在会員数約140名

## 活動内容
- 年2回の会報「淡青ファン」発行　最新号は、通算166号　2019年（平成31年）4月3日号
- 東大野球部の応援
- 東大野球部、東大応援部等との交歓（野球部新入部員歓迎会、激励会などの開催）他

## 会の決まり
- 東大の優勝を持って解散する（会設立当時の決まり、現在の会則では、削除されている）